# Liste der Monuments historiques in Fargues-Saint-Hilaire
Die Liste der Monuments historiques in Fargues-Saint-Hilaire führt die Monuments historiques in der französischen Gemeinde Fargues-Saint-Hilaire auf.

## Liste der Bauwerke
| Bezeichnung        | Beschreibung | Standort | Kennzeichnung | Schutzstatus | Datum | Bild |
| ------------------ | ------------ | -------- | ------------- | ------------ | ----- | ---- |
| Schloss Beauséjour | Erbaut 1734  | (Lage)   | PA00083874    | Inscrit      | 1990  |      |

## Liste der Objekte
- Monuments historiques (Objekte) in Fargues-Saint-Hilaire in der Base Palissy des französischen Kultusministeriums